# Lethbridge County
Das Lethbridge County ist einer der 63 „municipal districts“ in Alberta, Kanada. Der Verwaltungsbezirk liegt in der Region Süd-Alberta und gehört zur „Census Division 2“. Er wurde zum 1. Januar 1954, durch die Zusammenlegung von anderen bzw. Teilen von anderen Verwaltungsbezirken, eingerichtet (incorporated als „Municipal District of Lethbridge No. 25“) und sein Verwaltungssitz befindet sich in Lethbridge.
Der Verwaltungsbezirk ist für die kommunale Selbstverwaltung in den ländlichen Gebieten sowie den nicht rechtsfähigen Gemeinden, wie Dörfern und Weilern und ähnlichem, zuständig. Für die Verwaltung der Städte (City) und Kleinstädte (Town) in seinen Gebietsgrenzen ist er nicht zuständig.

## Lage
Der „Municipal District“ liegt im zentralen Süden der kanadischen Provinz Alberta. Im Westen und Südwesten folgen die Bezirksgrenzen über weite Strecken dem Verlauf verschiedener Flüssen, im Wesentlichen dem Oldman River und dem Saint Mary River.
Die Hauptverkehrsachsen sind die in Ost-West-Richtung verlaufenden Alberta Highway 3 (der Crowsnest Highway) und Alberta Highway 41 sowie die in Nord-Süd-Richtung verlaufenden Alberta Highway 4, Alberta Highway 5, Alberta Highway 23 und Alberta Highway 25. Durch die Lage am Highway 3/Highway 4 führt auch der CANAMEX Corridor durch den Bezirk. Außerdem durchquert die transkontinentale Hauptstrecke der Canadian Pacific Railway den Bezirk.
Mit dem Park Lake Provincial Park befindet sich einer der Provincial Parks in Alberta im Bezirk.
|                                           | Vulcan County                               |                             |
| Municipal District of Willow Creek No. 26 | Kompassrose, die auf Nachbargemeinden zeigt | Municipal District of Taber |
| Cardston County                           |                                             | County of Warner No. 5      |

## Bevölkerung
| Jahr | Erhebung          | Einwohner | Änderung | Fläche (km²) | Bev.-dichte (EW/km²) |
| ---- | ----------------- | --------- | -------- | ------------ | -------------------- |
| 2016 | Volkszählung 2016 | 10.353    | + 3,1 %  | 2.836,64     | 3,6                  |
| 2011 | Volkszählung 2011 | 10.061    | - 1,9 %  | 2.837,80     | 3,5                  |

## Gemeinden und Ortschaften
Folgende Gemeinden liegen innerhalb der Grenzen des Verwaltungsbezirks:
- Stadt (City): Lethbridge
- Kleinstadt (Town): Coaldale, Coalhurst, Nobleford, Picture Butte
- Dorf (Village): Barons
- Weiler (Hamlet): Chin, Diamond City, Fairview, Iron Springs, Monarch, Shaughnessy, Turin

Außerdem bestehen noch weitere, noch kleinere Ansiedlungen und zahlreiche Einzelgehöfte.